# 염습지

염습지 또는 염지, 염성소택, 해수 소택지(salt marsh)는 육지와 개방형 염수 또는 조수에 의해 정기적으로 범람하는 기수 사이의 상부 해안 조간대에 있는 해안 생태계이다. 허브, 풀, 낮은 관목과 같은 염생식물이 밀집되어 있다. 이 식물은 원래 육지에 서식하며 퇴적물을 가두거나 묶는 염습지의 안정성에 필수적이다. 염습지는 수생 먹이그물과 연안 해역에 영양분을 전달하는 데 큰 역할을 한다. 이것들은 또한 육상 동물을 지원하고 해안 보호를 제공한다.
염습지는 역사적으로 제대로 구현되지 않은 해안 관리 관행으로 인해 위험에 처해 왔다. 토지는 인간이 사용하기 위해 매립되거나 상류 농업 또는 기타 산업 해안 사용으로 오염되었다. 또한, 기후 변화로 인한 해수면 상승은 조수 습지의 침식과 침수를 통해 다른 습지를 위험에 빠뜨리고 있다. 그러나 생물다양성, 생태적 생산성, 탄소격리와 같은 기타 생태계 서비스를 위한 염수습지의 중요성에 대한 환경보호론자들과 더 큰 사회의 최근 인정으로 인해 1980년대부터 염습지 복원 및 관리가 증가하게 되었다.

## 같이 보기
- 바이우
- 생물다양성 실행 계획
- 블루카본
- 수역
- 보그 (지형)
- 펜 (지형)
- 염생식물
- 석호
- 맹그로브숲
- 소택
- 갯벌
- 소금 평원
- 해초
- 늪
- 습지